# 高丽忠惠王
高丽忠惠王（：／ Goryeo Chunghye-wang；1315年—1344年），是高丽王朝第28任君主（1330年—1332年，1339年—1343年在位），姓王，讳祯（：／ Wang Jeong），蒙古名字普塔失里。其父是忠肃王。其母为高丽人明德太后洪氏。

## 生平
王禎以高麗王世子的身份，於1328年前往元大都充當宿衛。1330年，忠肃王要求退位后，元文宗让忠惠王返回高丽继承王位，並娶元關西王焦八之女德寧公主為妃。
忠惠王年幼貪玩，不好讀書。忠肅王十分討厭他，把他稱作潑皮，待他十分冷淡。忠惠王繼位之後，喜歡與裴佺、朱柱等人角力，毫無君臣之禮。居注李湛勸諫，忠惠王不聽，反而對儒者更加疏遠。於是在第二年忠惠王就被召到元大都，忠肃王复位。
忠肅王復位之後，立即將忠惠王寵信的尹碩、孫琦、金之鏡等十餘人罷官充軍。次年，忠惠王表達了自己的悔過之心，忠肅王得知後不禁流淚。但忠惠王依然不改其貪玩的個性，甚至有一次其寵信的人將忠肅王打倒在地。
1340年，忠肃王去世。雖然忠肅王討厭忠惠王，但在臨終前仍然以其為繼承人，並派李揆前往元朝，請求讓忠惠王襲位。元丞相伯顏反對，提出讓瀋王王暠襲位；但以老臣權溥為首，高麗群臣聯名上書中書省，要求忠惠王復位。元廷最終讓忠惠王再次繼承了王位。
忠惠王喜好女色，荒淫凶狠。绑架、奸淫、殘暴不仁不義之妇女，若不從者即殺之而亡。他與眾多女子發生性關係，因此得有性病。他強奪霸佔了一些大臣的妻子，又同庶母壽妃權氏通姦，後來又將庶母慶華公主強姦。
忠惠王的行為讓高麗文臣武將都十分不滿，將軍曹頔發動叛亂，但兵敗被殺。雖然失敗，但曹頔一黨將忠惠王的暴行告訴元廷，元廷遂派中書省斷事官頭麟等人前來調查，又遭到慶華公主的哭訴。因此頭麟將忠惠王及一些大臣綁架到了元大都。元順帝下令將忠惠王囚禁於刑部，韓宗愈等大臣下獄，命中書省、樞密院、御史臺、翰林院、宗正府等對其進行審問。但同年忠惠王的政敵伯顏被罷免了元朝丞相之職流放廣東，忠惠王被釋放歸國。
忠惠王歸國之後，依然不改其荒淫殘暴的作風，頻頻出遊，人皆苦之。有時甚至用彈丸攻擊行路之人，高麗百姓見到忠惠王出行就紛紛逃避。忠惠王只要遇上有姿色的女性就強姦，甚至連寵信的內侍的妻室也不放過。雖然如此，忠惠王對犯有通姦、強姦的人處罰卻十分公正。一次忠惠王廷杖了嬖人胡帖木兒，燒其舌和下體，流放外島。途中恐其不死，特意將為其治病的醫官召回。開城民間又有傳聞稱忠惠王欲取民間小兒數十名埋在新宮殿的地基之下作為打生樁，一時間開城人心惶惶，抱兒逃竄，治安混亂。
1343年，李蕓、曹益清、奇轍等上书中书省，称忠惠王荒淫无道，请立行省以安百姓。农历11月，元朝托以告郊頒赦之名，遣大卿朶赤、郞中別失哥等六人出使高麗，诱使忠惠王外出郊迎元使，忠惠王起初以病拒绝，后在大臣高龍普的勸說下不得不郊迎。此时元朝官兵突然襲擊了忠惠王的護衛，將忠惠王劫持。以虐待子民为名逮捕了忠惠王寵信的大臣，将他們绑架往元朝。高麗朝廷計劃聯名上書中書省請求赦免其罪，但大臣們都討厭他，許多人托故不至，最終沒能成功。元順帝下令將忠惠王流放到廣東的揭阳县。忠惠王出發的時候，只有裴佺獻上一件衣服，沒有任何人願意隨行。
忠惠王沒有到達流放地，次年行至岳阳县突然逝世。其死因，一說是被鴆殺，一說吃了有毒的橘子突然死去。忠惠王的死訊傳到高麗後，國人爭相慶祝，以為重見天日。
其子忠穆王继位，將其葬於永陵。由於他昏庸殘暴，元廷曾長期拒絕賜他諡號，後來賜諡忠惠獻孝大王（：／ Chunghye heonhyo daewang）。

## 家庭

### 夫人
| 稱號               | 名       | 生卒年   | 本貫     | 父母             | 備註                                                                           |
| ------------------ | -------- | -------- | -------- | ---------------- | ------------------------------------------------------------------------------ |
| 貞順淑儀公主       | 亦憐眞班 | ？－1375 |          | 元鎭西武靖王焦八 | 又名德寧公主。恭讓王二年，祔太廟。                                             |
| 禧妃尹氏           |          | ？－1380 | 坡平     | 尹繼宗           |                                                                                |
| 慶華公主孛儿只斤氏 | 伯顏忽都 | ？－1344 | 大元大都 | 元魏王阿木哥     | 原是父親忠肃王的嬪妃之一，可是忠惠王將她強姦，後大元讓他娶公主為妾（收繼婚）。 |
| 和妃洪氏           |          |          |          | 洪鐸             |                                                                                |
| 銀川翁主林氏       |          |          |          | 林信             | 丹陽大君之婢                                                                   |

### 兄弟
- 恭愍王

### 子女

#### 子
- 忠穆王（德寧公主所生）
- 忠定王（禧妃所生）

#### 女
- 長寧公主

## 腳註
1. ↑  蒙古名字來源於梵語：（Buddha Śrī）[1][2]。其中「Budda」意思是「佛」，「Śrī」意思是「吉祥」。

### 引用
1. ↑  范永聰. . 香港教育圖書公司. 2009: 58  [2021-05-19]. ISBN 9789882003019. （原始内容存档于2021-05-19）.
2. ↑  蕭啟慶，《元麗關係中的王室皇姻與强權政治》，122~123頁。
3. ↑  鄭麟趾. . 36、131、89. 1451 （中文）.